# 전술
전술(戰術, tactic)은 단기간의 목적을 달성하기 위한 일련의 조치이다. 본래 군사에서 쓰이는 낱말로, 특정한 목표를 수행하기 위한 행동 계획을 가리키는 전략(strategy)과는 별개이다. 전술은 적의 병력을 격멸함으로써 전략 목적을 달성하는 데 그 목적을 둔다.

## 전략과의 구별
전략은 전반적인 목표를 달성하기 위해 사용되는 일련의 지침인 반면, 전술은 해당 지침을 준수하기 위한 구체적인 행동이다.

### 군사적 용도
군사적 용도에서 군사 전술은 사단 이하의 군대가 특정 임무를 수행하고 특정 목표를 달성하거나 특정 목표를 향해 전진하기 위해 사용된다.
전술과 전략이라는 용어는 종종 혼동된다. 전술은 목표를 달성하는 데 사용되는 실제 수단인 반면, 전략은 전술적 실행을 좌우하는 복잡한 운영 패턴, 활동 및 의사 결정이 포함될 수 있는 전반적인 캠페인 계획이다. 미국 국방부 군사용어사전에서는 전술적 수준을 "전술 부대나 특무부대에 할당된 군사 목표를 달성하기 위해 전투와 교전이 계획되고 실행되는 전쟁 수준"으로 정의한다. 이 수준의 활동은 명령된 배열에 중점을 둔다. 전투 목표를 달성하기 위해 서로 및 적과 관련하여 전투 요소를 기동하는 것이다.
예를 들어, 전체 목표가 다른 국가와의 전쟁에서 승리하는 것이라면, 한 가지 전략은 상대방의 군대를 선제적으로 전멸시켜 상대방의 전쟁 수행 능력을 약화시키는 것일 수 있다. 관련된 전술은 군사 시설에 대한 기습 공격, 공격용 무기 비축물에 대한 미사일 공격, 그러한 목표를 달성하는 데 관련된 특정 기술과 같이 특정 위치에서 취해지는 특정 조치를 설명할 수 있다.

## 같이 보기
- 전략
- 화전양면전략
- 군사 전술 목록
- 군사학(군사과학)
- 체스 전술
- 무경칠서
  - 손자병법(주로, 단기전에 유용)
  - 오자병법(주로, 장기전에 유용)
- 제파공격(梯波攻擊, wave attack)
- 십자포화(十字砲火, en:Crossfire, interlocking fire)
- 로버트 E. 리